# وایرد
وایرْد (به انگلیسی: Wired) نام یک مجله ماهانه تمام رنگی آمریکایی است که از ژانویه ۱۹۹۳ به صورت دیجیتال و چاپی منتشر می‌شود. موضوع این مجله چگونگی تأثیر فناوری‌های جدید و در حال رشد بر فرهنگ، اقتصاد و سیاست است. دفتر این نشریه، که صاحب آن انتشارات کوند نست است، در سانفرانسیسکو، کالیفرنیا قرار دارد.
این نشریه توسط خبرنگار آمریکایی لوئیس روستو و شریکش جین متکالف بنیان نهاده شد.در سال ۱۹۹۲ ، کوین کلی توسط لوئیس روستو استخدام شد تا به عنوان سردبیر اجرایی مجله وایرد خدمت کند.